# ام‌اس اکسپدیشن
ام‌اس اکسپدیشن (به انگلیسی: MS Expedition) یک کشتی است که طول آن ۱۰۴٫۰۴ متر (۳۴۱ فوت ۴ اینچ) می‌باشد. این کشتی در سال ۱۹۷۲ ساخته شد.